# Emanuel Larisch
Emanuel Larisch (* 1. Januar 1906 in Gleiwitz; † 21. Mai 1944 im KZ Buchenwald) war deutscher Parteifunktionär (KPD) und Widerstandskämpfer gegen den Nationalsozialismus.

## Leben
Larisch wurde als Sohn eines Arbeiters geboren und hatte 7 Geschwister. 1920 beendete er die Schule und war als ungelernter Arbeiter in der Eisenindustrie tätig. Eine Berufsausbildung war ihm aus finanziellen Gründen, er musste mit für den Unterhalt der Familie sorgen, nicht möglich. 1926 wurde er arbeitslos, fand dann jedoch zeitweise eine Anstellung als Kutscher in einem Dorf. Auf der Suche nach Arbeit verzog er dann nach Berlin.
Hier trat er 1929, unter dem Eindruck von Ausschreitungen und Polizeiübergriffen anlässlich von Demonstrationen am 1. Mai 1929, der KPD bei. Im Frühjahr 1930 zog er mit seiner Frau, die er 1929 kennengelernt hatte und die ebenfalls der KPD beigetreten war, nach Magdeburg in den überwiegend von Arbeitern bewohnten Stadtteil Buckau. Hier engagierte er sich in der Parteiarbeit und agitierte vor allem auf Landeinsätzen für das Bauernhilfsprogramm der KPD.
Nach der Machtergreifung der Nationalsozialisten 1933 übernahm er die illegale Stadtteilleitung der KPD in Buckau. Er sammelte Spenden für die Familien Inhaftierter und verteilte illegale Materialien. Am 29. Februar 1936 wurde er verhaftet. Nach einer kurzen Freilassung wurde er erneut verhaftet. Es erfolgten Verhöre und Folterungen im sogenannten Braunen Haus, dem Sitz der Magdeburger Gestapo in der Regierungsstraße. Angeklagt wegen Hochverrats wurde er zu 4 Jahren und 6 Monaten Zuchthaus verurteilt. Zunächst wurde er im Zuchthaus Coswig (Anhalt) inhaftiert. Auch hier engagierte er sich politisch und hielt Schulungen über den Marxismus ab. 1940 kam er in das KZ Buchenwald. Nach einer kurzzeitigen Verlegung nach Magdeburg und schweren Misshandlungen erkrankte er an TBC. Er verstarb am 21. Mai 1944 im KZ Buchenwald.

## Ehrung
Die Stadt Magdeburg hat ihm zu Ehren eine Straße (Emanuel-Larisch-Weg) benannt.
| Personendaten    | Personendaten                                 |
| ---------------- | --------------------------------------------- |
| NAME             | Larisch, Emanuel                              |
| KURZBESCHREIBUNG | deutscher Politiker (KPD), Widerstandskämpfer |
| GEBURTSDATUM     | 1. Januar 1906                                |
| GEBURTSORT       | Gleiwitz                                      |
| STERBEDATUM      | 21. Mai 1944                                  |
| STERBEORT        | KZ Buchenwald                                 |